# Georges Lemaître
Georges Henri Joseph Édouard Lemaître ([ləˈmɛtrə] lə-MET-rə; francês: [ʒɔʁʒ ləmɛːtʁ] (escutarⓘ) Charleroi, 17 de julho de 1894 – Lovaina, 20 de junho de 1966) foi um padre católico, astrônomo, cosmólogo, matemático e físico belga.
Professor de física da Universidade Católica de Lovaina, foi o primeiro a teorizar que a recessão das galáxias próximas podia ser explicada pela expansão do universo, que seria posteriormente confirmada por observações feitas por Edwin Hubble. Ele primeiro derivou a "lei de Hubble", agora chamada de lei Hubble-Lemaître pela IAU, e publicou a primeira estimativa da constante de Hubble em 1927, dois anos antes do artigo de Hubble.
Lemaître propôs o que ficou conhecido como teoria do desenvolvimento inicial do universo do Big Bang, que ele chamava de "hipótese do átomo primordial".

## Biografia
Lemaître nasceu em Charleroi, na Bélgica, em 1894. Era o mais velho de quatro filhos. Seu pai, Joseph Lemaître, era um próspero tecelão industrial e sua mãe se chamava Marguerite Lannoy Lemaître. Depois da educação clássica no Colégio Jesuíta do Sagrado Coração, ele ingressou na Universidade Católica da Lovaina para estudar engenharia civil aos 17 anos. Em 1914 foi obrigado a interromper os estudos para servir como oficial de artilharia no exército belga por causa da Primeira Guerra Mundial. Com o fim das hostilidades, ele recebeu a Medalha da Cruz de Guerra da Bélgica, com honras.
Após a guerra, Lemaître estudou matemática e física, e começou a estudar para se tornar padre, porém não com a Companhia de Jesus. Em 1920, obteve o doutorado com a tese l'Approximation des fonctions de plusieurs variables réelles (Aproximação de funções de várias variáveis reais), escrita sob a orientação de Charles de la Vallée-Poussin. Lemaître foi ordenado padre da Igreja Católica em 22 de setembro de 1923 pelo cardeal Désiré-Joseph Mercier.
Em 1923, tornou-se pesquisador associado em astronomia pela Universidade de Cambridge, passando um ano no St Edmund's College, no mesmo campus. Trabalhou ao lado de Arthur Eddington, um Quaker devoto e físico que o introduziu à moderna cosmologia, à análise númerica e astronomia estelar. O ano seguinte, Lemaître passou no Harvard College Observatory, em Cambridge Massachusetts, trabalhando com Harlow Shapley, que tinha acabado de ser reconhecido por seu trabalho com as nebulosas, e no Instituto de Tecnologia de Massachusetts, onde se inscreveu no programa de doutorado em ciências.

## Carreira
Lemaître foi um pioneiro na aplicação da teoria da relatividade geral de Albert Einstein à cosmologia. Em um artigo de 1927, que precedeu em dois anos o artigo marcante de Edwin Hubble, Lemaître derivou o que ficou conhecido como lei de Hubble e o propôs como um fenômeno genérico na cosmologia relativística. Lemaître também foi o primeiro a estimar o valor numérico da constante de Hubble.
Einstein foi cético em relação a este artigo. Quando Lemaître abordou Einstein na Conferência Solvay de 1927, o último apontou que Alexander Friedmann havia proposto uma solução semelhante para as equações de Einstein em 1922, implicando que o raio do universo aumentava com o tempo. (Einstein também criticou os cálculos de Friedmann, mas retirou seus comentários.) Em 1931, seu annus mirabilis, Lemaître publicou um artigo na Nature expondo sua teoria do "átomo primordial".
Friedmann foi prejudicado por viver e trabalhar na URSS e morreu em 1925, logo após inventar a métrica Friedmann-Lemaître-Robertson-Walker. Como Lemaître passou toda a sua carreira na Europa, seu trabalho científico não é tão conhecido nos Estados Unidos quanto o de Hubble ou Einstein, ambos bem conhecidos nos Estados Unidos pelo fato de residirem lá. No entanto, a teoria de Lemaître mudou o curso da cosmologia. Isso porque Lemaître:
- Estava bem familiarizado com o trabalho dos astrônomos e projetou sua teoria para ter implicações testáveis e estar de acordo com as observações da época, em particular para explicar o desvio para o vermelho (redshift) observado das galáxias e a relação linear entre distâncias e velocidades;
- Propôs sua teoria em um momento oportuno, já que Edwin Hubble em breve publicaria sua relação velocidade-distância que apoiava fortemente um universo em expansão e, consequentemente, a teoria do Big Bang de Lemaître;
- Estudou com Arthur Eddington, que garantiu que Lemaître fosse ouvido na comunidade científica.

Tanto Friedmann quanto Lemaître propuseram cosmologias relativísticas com um universo em expansão. No entanto, Lemaître foi o primeiro a propor que a expansão explica o desvio para o vermelho das galáxias. Ele concluiu ainda que um evento inicial "semelhante à criação" deve ter ocorrido. Na década de 1980, Alan Guth e Andrei Linde modificaram essa teoria adicionando a ela um período de inflação.
Einstein a princípio descartou Friedmann, e depois (privadamente) Lemaître, de imediato, dizendo que nem toda matemática leva a teorias corretas. Depois que a descoberta de Hubble foi publicada, Einstein rápida e publicamente endossou a teoria de Lemaître, ajudando tanto a teoria quanto seu proponente a obter rápido reconhecimento.
Lemaître também foi um dos primeiros a adotar computadores para cálculos cosmológicos. Ele apresentou o primeiro computador à sua universidade (um Burroughs E 101) em 1958 e foi um dos inventores do algoritmo de transformação rápida de Fourier.
Em 1931, Lemaître foi o primeiro cientista a propor que a expansão do universo estava realmente acelerando, o que foi confirmado observacionalmente na década de 1990 por meio de observações de supernovas muito distantes do Tipo IA com o Telescópio Espacial Hubble que levou ao Prêmio Nobel de Física de 2011.
Em 1933, Lemaître encontrou uma importante solução não homogênea das equações de campo de Einstein descrevendo uma nuvem de poeira esférica, a métrica Lemaître-Tolman. Em 1948, Lemaître publicou um ensaio matemático polido Quaternions et espace elliptique, que esclareceu um espaço obscuro.
Lemaître foi o primeiro cosmólogo teórico a ser nomeado para o Prêmio Nobel de Física, em 1954, por sua previsão do universo em expansão. Ele também foi nomeado para o Prêmio Nobel de Química de 1956 por sua teoria do átomo primordial.
O asteroide 1565 Lemaître foi assim chamado em sua homenagem.

## Morte
Lemaître morreu em 20 de junho de 1966, em Lovaina, aos 71 anos, em decorrência de uma leucemia. Ele foi sepultado no Cemitério de Marcinelle, em sua cidade natal.

## Publicações
- G. Lemaître, L'Hypothèse de l'atome primitif, 1931

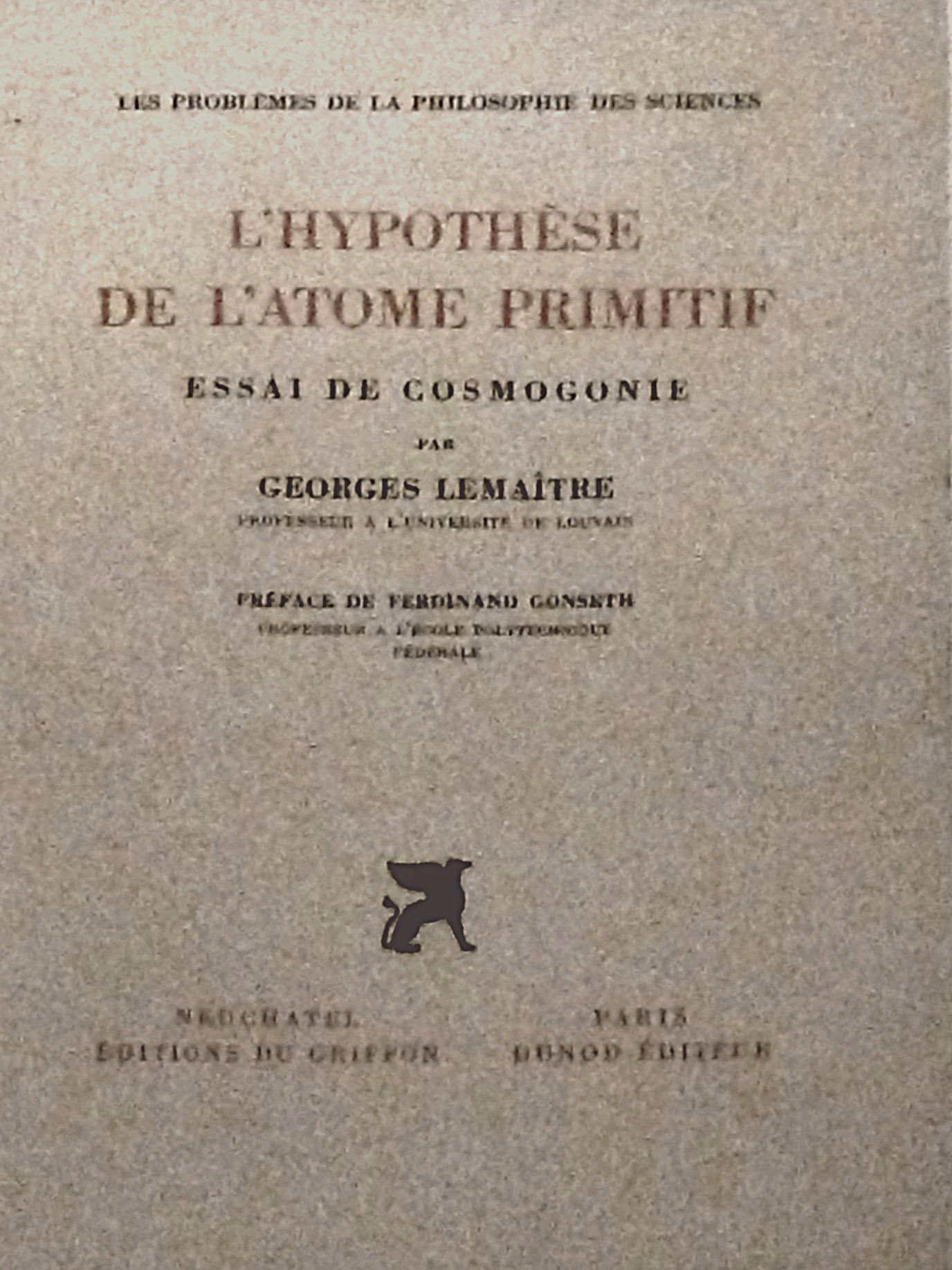
"L'Hypothèse de l'Atome primitif" (The Primeval Atom – an Essay on Cosmogony) (1931)

- G. Lemaître, The Primeval Atom – an Essay on Cosmogony, D. Van Nostrand Co, 1946.
  - "The Primeval Atom," in Munitz, Milton K., ed., Theories of the Universe, The Free Press, 1957.
- The gravitational field in a fluid sphere of uniform invariant density according, to the theory of relativity ; Note on de Sitter ̕Universe ; Note on the theory of pulsating stars (PDF), Massachusetts Institute of Technology. Dept. Of Physics, 1927

- «Un Univers homogène de masse constante et de rayon croissant rendant compte de la vitesse radiale des nébuleuses extra-galactiques». Annales de la Société Scientifique de Bruxelles (em francês). 47: 49. 1927. Bibcode:1927ASSB...47...49L
  - (Translated in: «A Homogeneous Universe of Constant Mass and Growing Radius Accounting for the Radial Velocity of Extragalactic Nebulae». Monthly Notices of the Royal Astronomical Society. 91 (5): 483–490. 1931. Bibcode:1931MNRAS..91..483L. doi:10.1093/mnras/91.5.483)
- «Expansion of the universe, The expanding universe». Monthly Notices of the Royal Astronomical Society. 91: 490–501. 1931. Bibcode:1931MNRAS..91..490L. doi:10.1093/mnras/91.5.490
- «The Beginning of the World from the Point of View of Quantum Theory». Nature. 127 (3210): 706. 1931. Bibcode:1931Natur.127..706L. ISSN 1476-4687. doi:10.1038/127706b0
- «The Evolution of the Universe: Discussion». Nature. 128 (3234): 699–701. 1931. Bibcode:1931Natur.128..704L. doi:10.1038/128704a0
- «Evolution of the Expanding Universe». Proceedings of the National Academy of Sciences of the United States of America. 20 (1): 12–17. 1934. Bibcode:1934PNAS...20...12L. ISSN 0027-8424. PMC 1076329. PMID 16587831. doi:10.1073/pnas.20.1.12